# 西伯利亚麝鼩
西伯利亚麝鼩（学名：Crocidura sibirica）也称中亞麝鼩，一种分布于俄罗斯西伯利亚地区南部、蒙古国、中国西北、哈萨克斯坦、吉尔吉斯斯坦等地区的小型哺乳动物，隶属于鼩鼱科麝鼩属。其种加词“sibirica”意为“西伯利亚的”。本种是俄罗斯学者娜塔莉亚·马尔科夫娜·杜凯尔斯卡娅于1930年描述发表，曾被认为是白腹麝鼩（Crocidura leucodon）的一个亚种。